# Мальцев Єлизар
Мальцев Єлизар (Пупко Єлизарій Юрійович) — (22 грудня 1916 (4 січня 1917), с. Хонхолой (Бурятія) — †13 квітня 2004) — російський письменник.
Закінчив Московський літературний інститут ім. М. Горького (1944). Друкується з 1945 р. Співавтор сценарію телефільму В.Ілляшенка «Увійди в кожний дім» (1990, 5 с), створеного за його однойменною повістю.